# بيانات بيئية

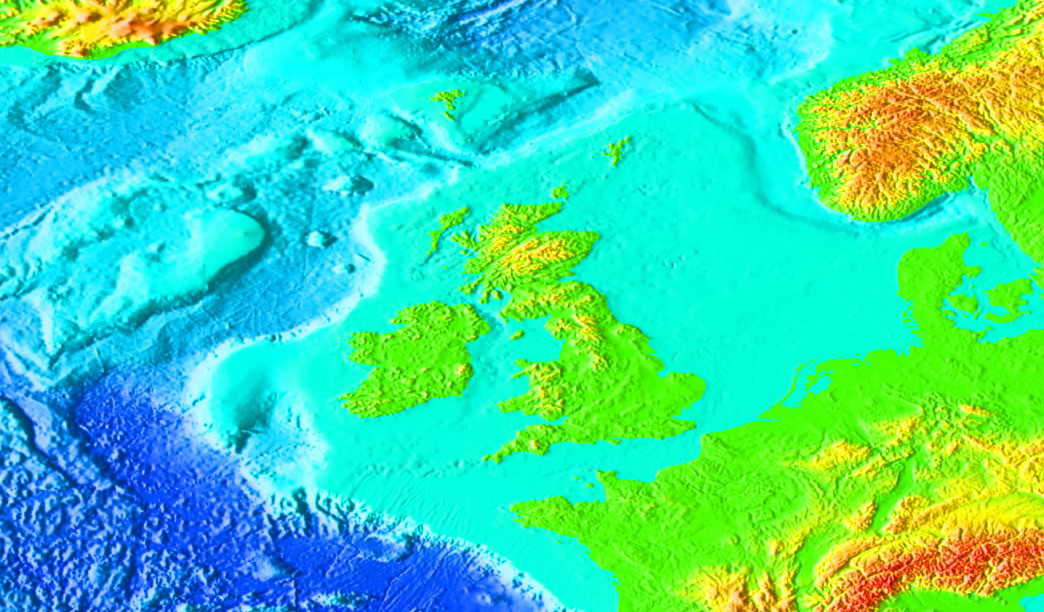
البيئة :يرجع الفضل الأول في تحديد مفهوم البيئة العلمي، إلى العلماء العاملين في مجال العلوم الحيوية والطبيعية، فيرى البعض أن للبيئة مفهومان يكمل بعضهما البعض، أولهما «البيئة الحيوية» وهو كل ما يختص بحياة الإنسان نفسه من تكاثر ووراثة فحسب، بل تشمل علاقة الإنسان بالكائنات الحية، الحيوانية والنباتية، التي تعيش في صعيد واحد. أما ثانيهما وهي «البيئة الطبيعية أو الفيزيقية» وهذه تشمل موارد المياه وتربة الأرض والجو ونقاوته أو تلوثه وغير ذلك من الخصائص الطبيعية للوسط.
لمعرفة المزيد اقرأ: البيئة

البيانات البيئية:(بالإنجليزية: Environmental data)هي مجموعة البيانات التي تستند إلى قياس الضغوط البيئية وحالة البيئة والتأثيرات على النظم البيئية.يتم إنشاء البيانات البيئية عادةً بواسطة المؤسسات التي تنفذ القانون البيئي أوالمؤسسات التي تقوم بالبحث البيئي. عادة ما يتم إنشاء إحصاءات البيئة من قبل المكاتب الإحصائية وتعتبر بيانات بيئية أيضًا. لا تعتبر البيانات الاجتماعية الاقتصادية والبيانات الإحصائية الأخرى بيانات بيئية ولكن يجب دمجها في التقييمات البيئية الشاملة.حيث أن جميع البيانات الناتجة عن تنفيذ القانون البيئي تعتبر بيانات بيئية.
عادة ما يتم الاحتفاظ بهذا النوع من البيانات من قبل مؤسسات أخرى غيرمؤسسات الإدارة البيئية (مثل مكاتب الإحصاء الوطنية). وينطبق الشيء نفسه على البيانات الجغرافية التي لا تعتبر بيانات بيئية، ولكن يجب أن تكون متاحة للسياسات البيئية والمعلومات البيئية. ويجدر بالذكر بأن في السنوات الأخيرة أصبحت البيانات البيئية ذات أهمية متزايدة للمستثمرين.
نظم إدارة البيانات البيئية (EDMS):
من أجل الامتثال للمتطلبات والالتزامات المذكورة أعلاه، يجب استيفاء شروط معينة، ومن هذه الشروط:
- إدارة برامج أو جداول المراقبة
- والتأكد من أن المراقبة المطلوبة في التصريح قد تم، في المواقع الصحيحة، للمعلمات الصحيحة وعلى التردد الصحيح (المعالجة المسبقة).
- وإجراء الحسابات والتحقق من صحة البيانات للامتثال لأي تنبيه أو مستويات التقارير (توليد تقارير الامتثال الروتينية للسلطات).

يمكن أن تكون إدارة ما ورد أعلاه معقدة وتستغرق وقتًا طويلاً، مما يؤدي إلى زيادة استيعاب أنظمة البرمجيات المصممة لإدارة الامتثال البيئي غالبًا ما يشار إليها باسم «أنظمة إدارة البيانات البيئية» (EDMS)، والتي يخضع اختيارها لعدد من المعايير الرئيسية.